# Prollo
Prollo est une localité située à l'extrême sud-ouest de la Côte d'Ivoire dans le  District du Bas-Sassandra. Cette localité appartient au département de Tabou,,. 